# CA ARCserve Backup
CA ARCServe Backup — программное обеспечение для резервного копирования компании CA Technologies, развиваемое с 1990 года. По состоянию на 2011 год последняя версия — r16.
Решение отличают следующие особенности:
- Встроенные технологии дедупликации данных, возможности объектного резервного копирования и восстановления для Microsoft Active Directory, Microsoft Exchange, SharePoint.
- Визуализация инфраструктуры информационных технологий, как физической, так и виртуальной.
- Ввод новых отчётов подсистемы SRM (англ. storage recource manager) и компонент информационной панели (англ. global dashboard), что даёт возможность отслеживать изменения защищаемых ресурсов и строить прогнозы на изменения объёмов систем хранения.
- Поддержка операционных систем Windows, Linux, различных вариантов UNIX и Novell NetWare, гипервизоров Xen и VMware ESX по модульному принципу, что позволяет масштабировать систему, а не создавать её заново в случае появления в инфраструктуре дополнительных операционных систем.